# Alangesh
Alangesh (persiska: اَلَنكِش, آلَنكَش, النگش) är en ort i Iran.   Den ligger i provinsen Ardabil, i den nordvästra delen av landet, 400 km nordväst om huvudstaden Teheran. Alangesh ligger 1 918 meter över havet och antalet invånare är 194.
Terrängen runt Alangesh är lite bergig, och sluttar västerut. Runt Alangesh är det ganska glesbefolkat, med 38 invånare per kvadratkilometer. Närmaste större samhälle är Karandaq, 6,8 km sydväst om Alangesh. Trakten runt Alangesh består i huvudsak av gräsmarker.